# Żaba

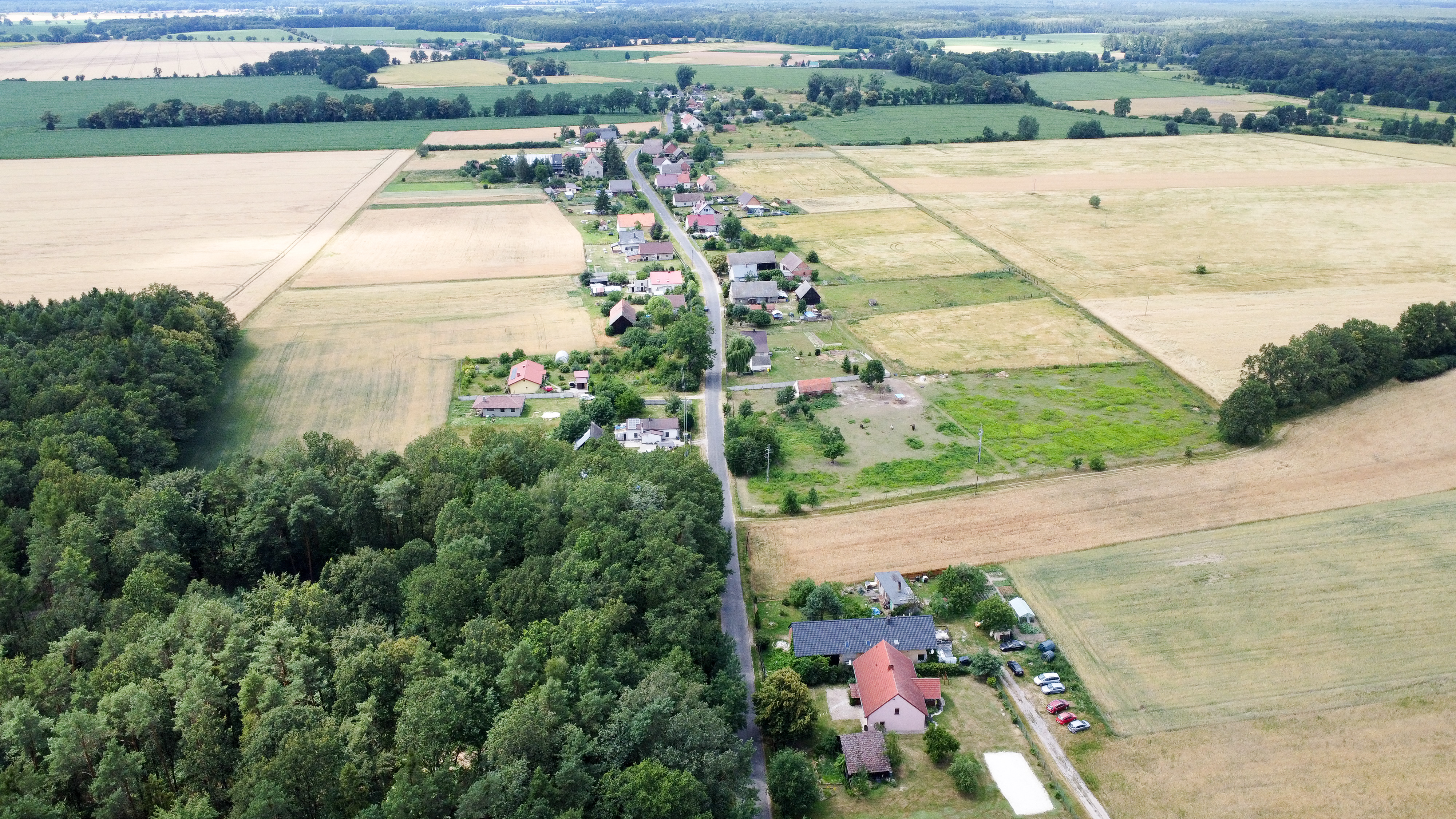
Blick auf das Dorf

Żaba (deutsch Saabe) ist eine Ortschaft in Niederschlesien. Der Ort liegt in der Gmina Namysłów im Powiat Namysłowski in der Woiwodschaft Opole in Polen.

## Geographie

### Geographische Lage
Das Straßendorf Żaba liegt 15 Kilometer südlich der Gemeinde- und Kreisstadt Namysłów (Namslau) sowie 49 Kilometer nordwestlich der Woiwodschaftshauptstadt Opole (Oppeln). Der Ort liegt in der Nizina Śląska (Schlesische Tiefebene) innerhalb der Równina Oleśnicka (Oelser Ebene). Żaba liegt an der Landesstraße Droga krajowa 39. Umgeben ist der Ort von weitläufigen Waldgebieten.

### Ortsteile
Ortsteile von Żaba sind die Weiler Karolówka (Vorwerk Karlshof), Krzemieniec (Hessenstein), Młyńskie Stawy (Rogelmühle) und Żabka (Klein Saabe).

### Nachbarorte
Nachbarorte von Żaba sind im Norden Nowe Smarchowice (Neu Marchwitz) und im Südwesten Raciszów (Neu Sorge).

## Geschichte
Nach dem Ersten Schlesischen Krieg 1742 fiel Saabe mit dem größten Teil Schlesiens an Preußen.
Nach der Neuorganisation der Provinz Schlesien gehörte die Landgemeinde Saabe ab 1816 zum Landkreis Namslau im Regierungsbezirk Breslau. 1845 gehörte Saabe zu Hönigern. Im Ort bestanden ein Vorwerk, eine evangelische Schule, eine Wassermühle und 37 Häuser. Im gleichen Jahr lebten in Saabe 320 Menschen, davon 90 katholisch. 1874 wurde der Amtsbezirk Hönigern gegründet, welcher die Landgemeinden Hönigern und Saabe und die Gutsbezirke Hönigern und Saabe umfasste.
1933 zählte Saabe 335, 1939 wiederum 307 Einwohner. Bis 1945 gehörte der Ort zum Landkreis Namslau.
Als Folge des Zweiten Weltkrieges kam der Ort 1945 an Polen, wurde in Żaba umbenannt und der Woiwodschaft Schlesien angeschlossen. 1950 wurde Żaba der Woiwodschaft Opole zugeteilt. 1999 wurde es Teil des wiedergegründeten Powiat Namysłowski.

## Sehenswürdigkeiten

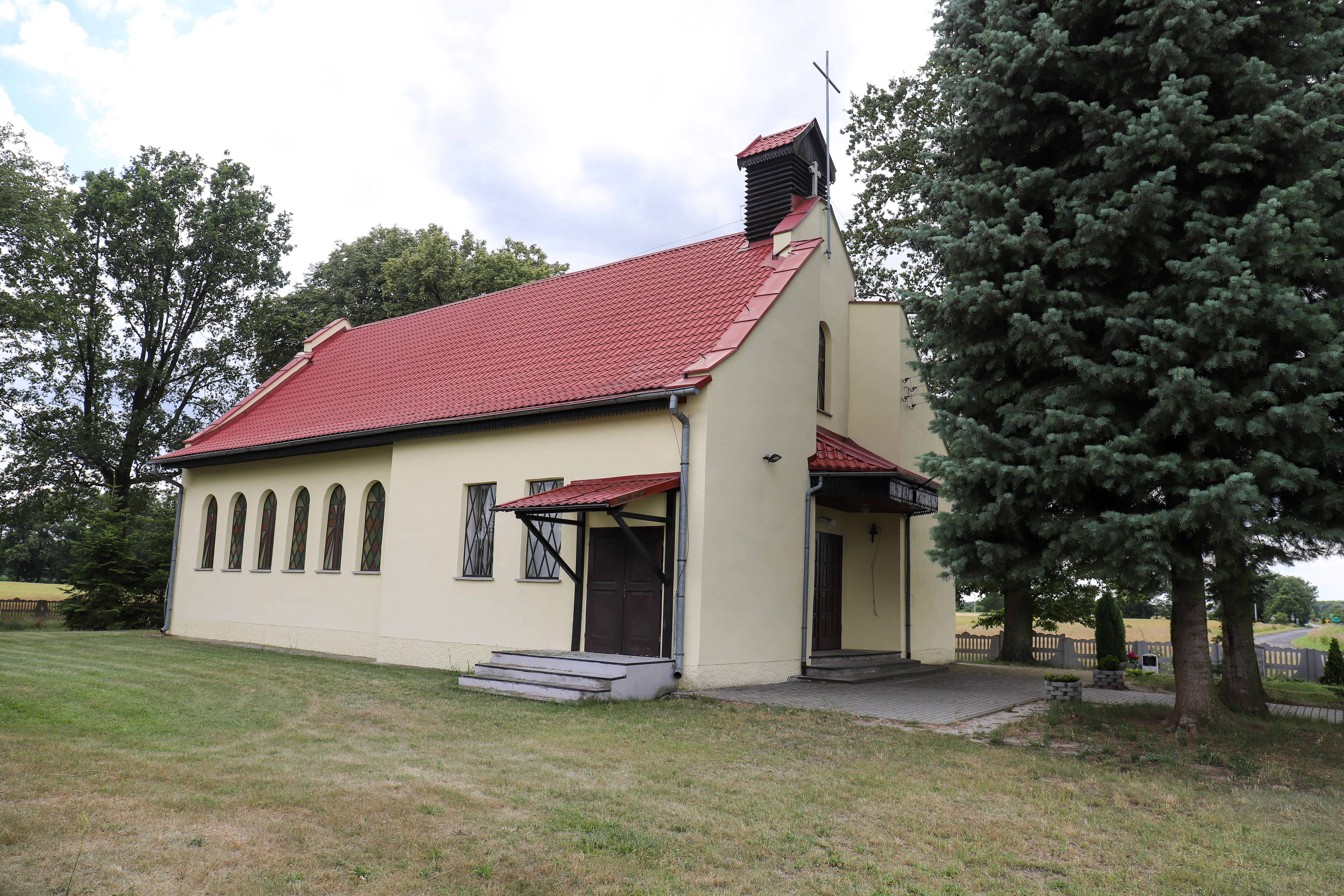
Die Dorfkirche

- Die Isidor-von-Madrid-Kirche (poln. Kościół św. Izydora Oracza) wurde 1989 errichtet.[4]